# AFC Ajax
Amsterdamsche Football Club Ajax, poznan kot AFC Ajax ali samo Ajax je nizozemski nogometni klub iz Amsterdama. Ustanovljen je bil 18. marca 1900 in igra v Eredivisie, 1. nizozemski nogometni ligi. Ajax (poimenovan po mitološkem grškem heroju Aiasu) je najuspešnejši nizozemski klub do sedaj, saj drži 35 ligaških naslovov prvaka in 20 naslovov prvaka nizozemskega pokala (KNVB Pokal). Hkrati pa je tudi svetovno gledano eden najuspešnejših klubov, saj je bil v 20. stoletju nekaj časa celo 7. najuspešnejši klub v Evropi. Slednje si je Ajax priboril s 4 naslovi prvaka Lige prvakov, kjer je bil tudi dvakrat finalist in trikrat polfinalist, z 1 naslovom prvaka Evropske lige, z 1 naslovom prvaka Pokala Intertoto, z 1 naslovom prvaka pokala pokalnih zmagovalcev, s 3 naslovi prvaka Evropskega Superpokala ter z 1 naslovom prvaka Interkontinentalnega Pokala. Skupaj z Eindhovnom in Feyenoordom tvori trojico nizozemskih klubov, kateri so osvojili kakršenkoli evropski pokal.
Ajaxov domači stadion je Amsterdam ArenA, ki sprejme 53.502 gledalcev. Barvi dresov sta rdeča in bela. Zaradi izvora imena kluba imajo nogometaši Ajaxa nadimek de Godenzonen (sinovi bogov).